# Békésszentandrás
Békésszentandrás ist eine ungarische Großgemeinde im Kreis Szarvas im Komitat Békés. Zur Großgemeinde gehört der südöstlich gelegene Ortsteil Furugy.

## Geografische Lage
Békésszentandrás liegt 50 Kilometer nordwestlich des Komitatssitzes Békéscsaba, unmittelbar westlich der Kreisstadt Szarvas an einem toten Seitenarm des Flusses Hármas-Körös. Im Norden bildet der Fluss Hármas-Körös die Gemeindegrenze. Nachbargemeinden sind Mesterszállas, Mezőtúr, Szentes und Öcsöd.

## Geschichte
Im Jahr 1913 gab es in der damaligen Großgemeinde 1413 Häuser und 7137 Einwohner auf einer Fläche von 23.716 Katastraljochen. Sie gehörte zu dieser Zeit zum Bezirk Szarvas im Komitat Békés.

## Gemeindepartnerschaften
- Mali Iđoš, Serbien
- Moneasa, Rumänien
- Sânandrei, Rumänien

## Söhne und Töchter der Großgemeinde
- Brigitta Sinka (* 1928), Schachspielerin
- Béla Mladonyiczky (1936–1995), Bildhauer
- János Demeter Lóránt (* 1938), Künstler
- Ildikó Komlósi (* 1959), Opernsängerin

## Sehenswürdigkeiten
- Jüdischer Friedhof (Zsidó temető)
- Reformierte Kirche, erbaut 1803–1805 im Zopfstil
- Kumanen-Hügel in der Umgebung (Kunhalmok)
- Landhaus Rudnyánszky (Rudnyánszky kúria)
- Rathaus (Községháza), erbaut 1896
- Römisch-katholische Kirche Szent András, erbaut 1784 im barocken Stil
- Standbilder
  - Béla-Mladonyiczky-Standbild (Mladonyiczky Béla-szobra)
  - Lajos-Kossuth-Standbild (Kossuth Lajos-szobra)
  - Mihály-Vértessy-Standbild (Vértessy Mihály-szobra)
- Stauanlage mit Schiffsschleuse (Duzzasztómű és Hajózsilip)
- Teppichfabrik (Szőnyeggyár), erbaut 1925

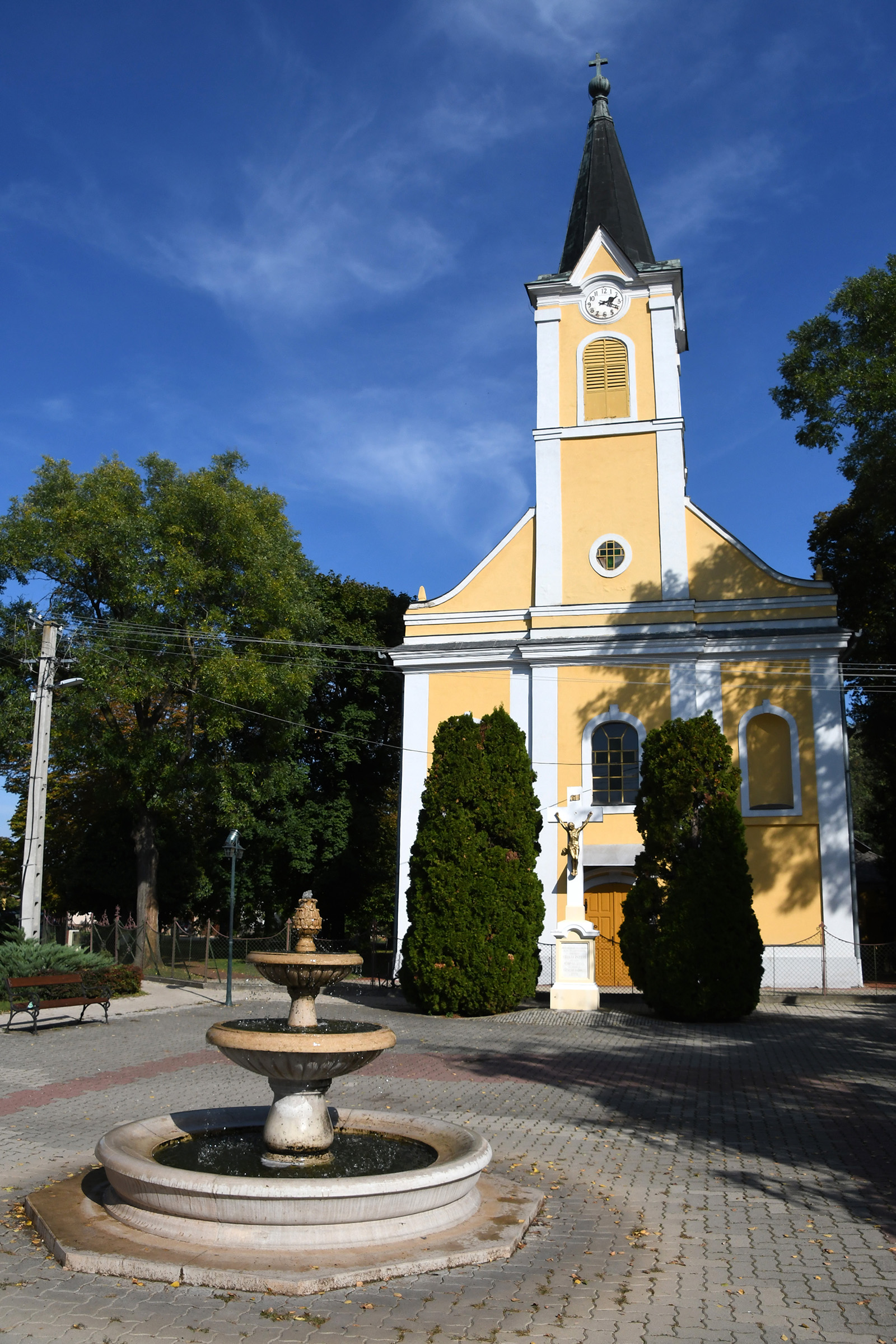
Römisch-katholische Kirche Szent András
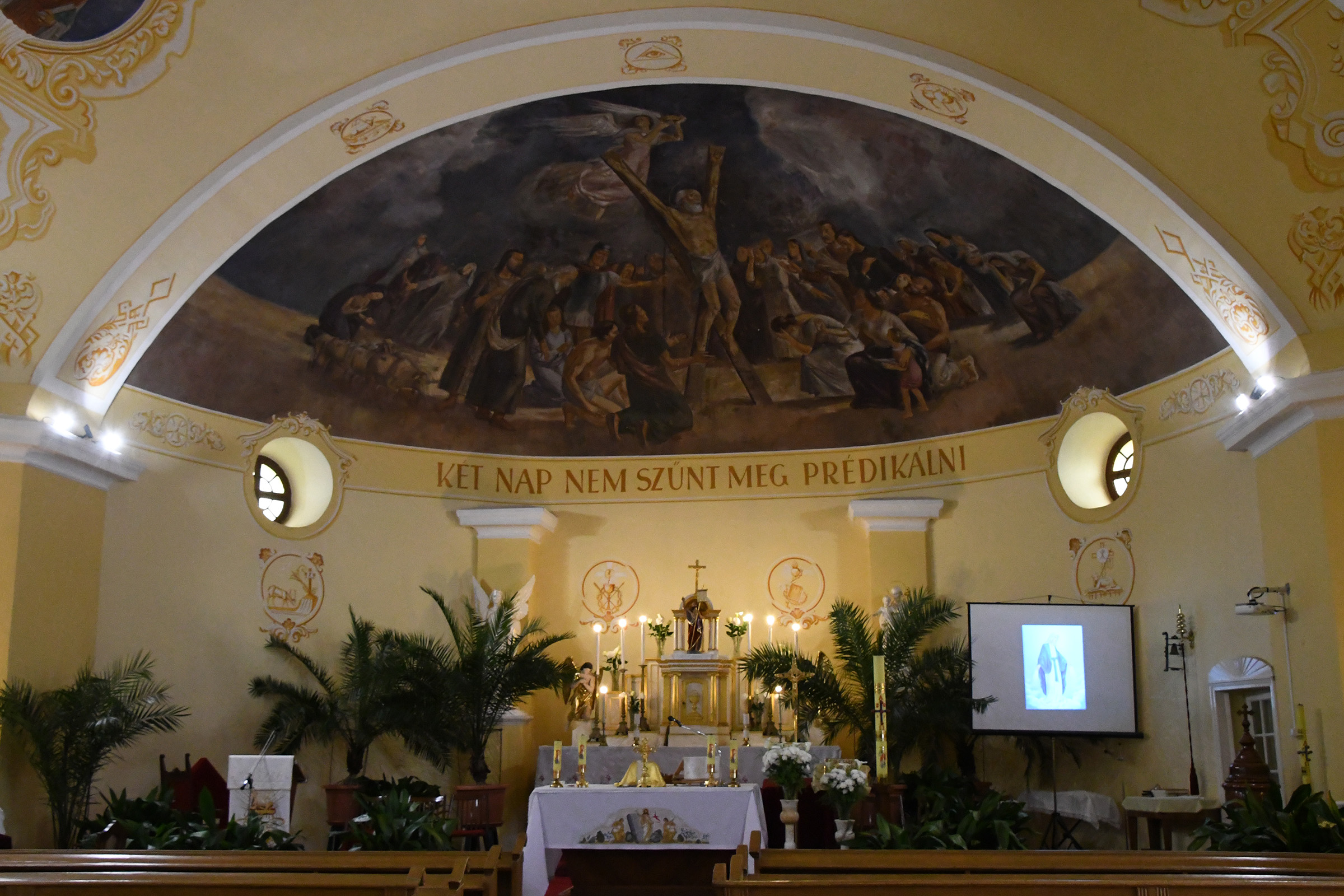
Blick auf den Altar der römisch-katholische Kirche
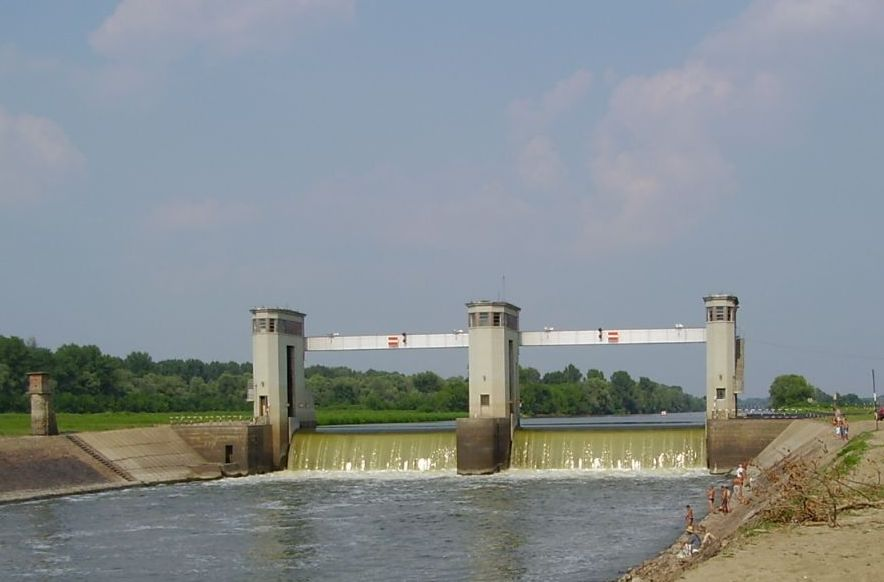
Stauanlage bei Békésszentandrás
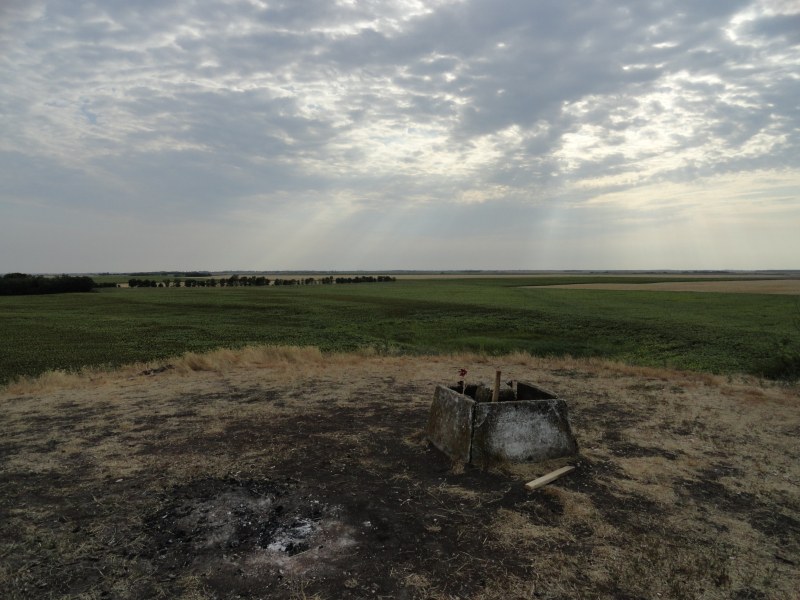
Blick vom Kumanen-Hügel Gödény
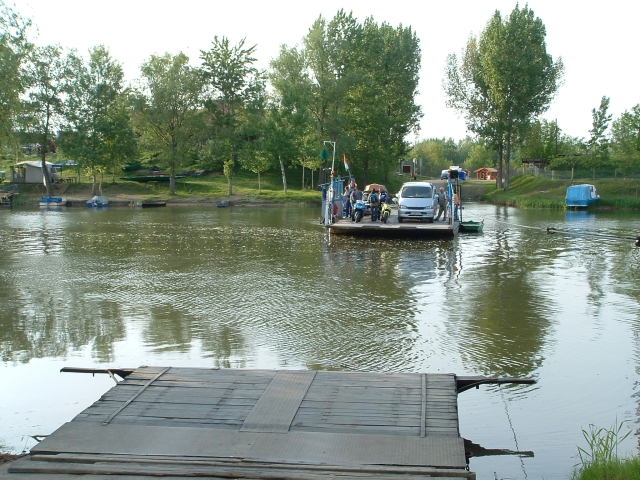
Fähre über den Fluss Hármas-Körös

## Verkehr
Durch Békésszentandrás verläuft die Hauptstraße Nr. 44. Es bestehen Busverbindungen über Szarvas und Kondoros nach Bekéscsaba sowie über Öcsöd und Kunszentmárton nach Kecskemét. Der nächstgelegene Bahnhof befindet sich in Szarvas. Weiterhin gibt es eine Fährverbindung über den Fluss Hármas-Körös nach Mezőtúr.